# Бедункевич Володимир Адольфович
Володимир Адольфович Бедункевич (нар. 1898, Київ — 29 вересня 1938, Харків) — теоретик фізичної культури й спорту.

## Життєпис
За національністю поляк. У юнацькі роки захоплювався важкою атлетикою, показував непогані результати на змаганнях. У 1919 більшовики розстріляли його батька, а сам він у 1922-му був засуджений революційним трибуналом на півтора року «за организацию коллективного невыполнения приказа командования военной школы».
У грудні 1924 В. Бедункевич очолив Харківські однорічні курси фізичної культури для підготовки вчителів фізичного виховання, що відкрилися при Вищій раді фізичної культури України. У листопаді 1925 призначений керівником технікуму фізичної культури у Харкові. У відкритому в 1930  Всеукраїнському інституті фізичної культури Бедункевич деякий час був начальником спортивного факультету, завідувачем кафедри важкої атлетики, начальником Вищої школи тренерів.
Тренерська діяльність В. Бедункевича сприяла успіху провідних українських важкоатлетів тих років. Саме на запрошення В. Бедункевича, до харківського інституту прибув із Баку Георгій Попов, який привернув увагу тренера своїми потужними результатами. Згодом звідти само приїхав і ще один майбутній чемпіон, Аркадій Касперович.
В. Бедункевич є автором книг з важкої атлетики, статей у спортивних журналах.
Арештований 27 травня 1938 за звинуваченням у шпигунській діяльності на користь Польщі, а вже 29 вересня В. Бедункевича розстріляли у Харкові. Реабілітований у 1958.